# Kibbeh

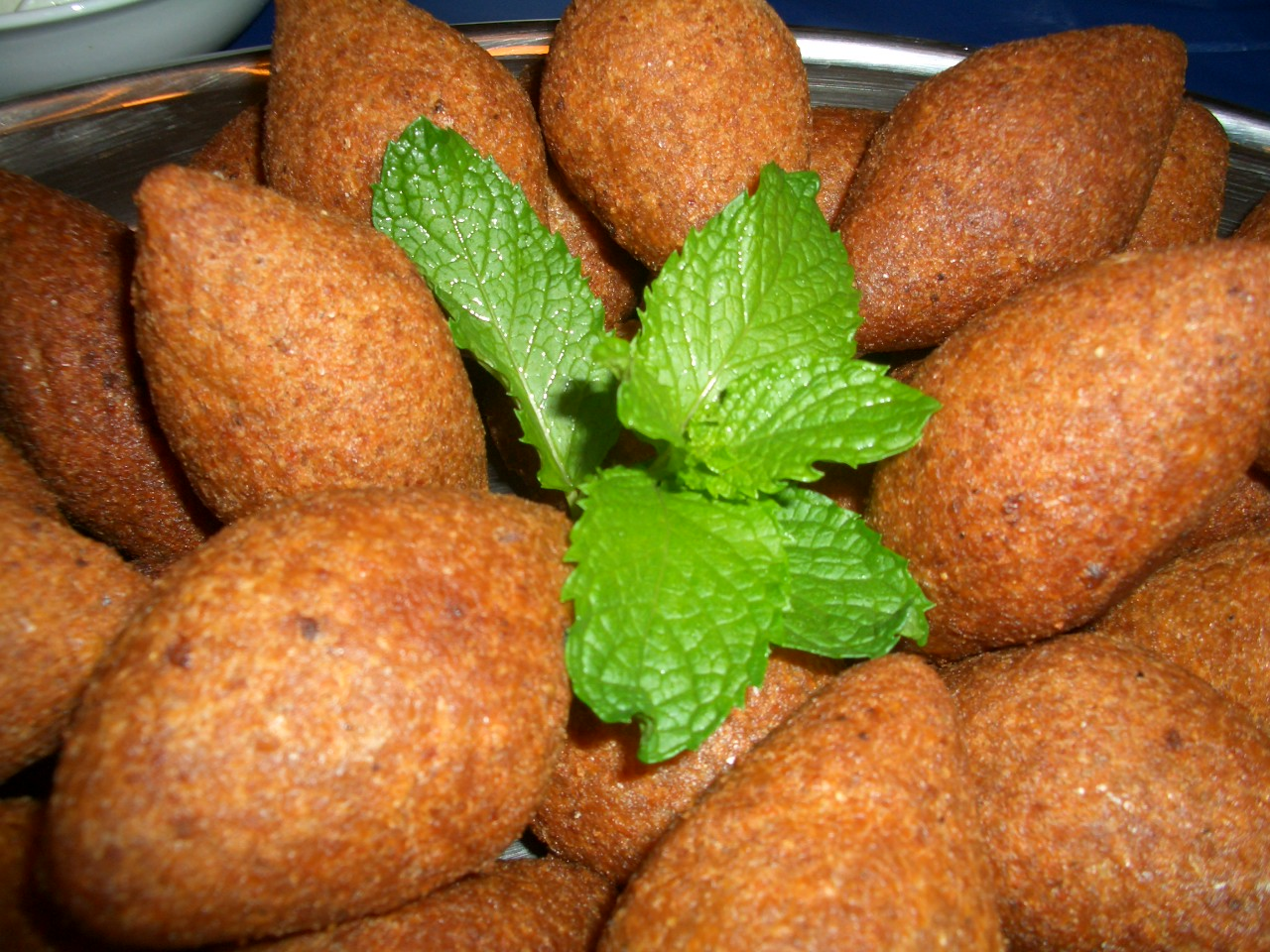

Kibbeh (Arabisch: كبة) is een bekend gerecht uit het Midden-Oosten, meer bepaald Irak, Libanon en Syrië. Er bestaan verschillende variaties per streek of land. De naam 'kibbeh' is afgeleid van het woord 'kubbah' wat 'balletje' betekent. 
Het is een gefrituurd balletje dat bestaat uit gekruid gehakt van lamsvlees of rundvlees, heel zachte bulgur en pijnboompitten. Bulgur is een graanproduct gemaakt van verschillende soorten tarwe. Het wordt geserveerd op kamertemperatuur. Men kan het combineren met een yoghurt, taboulé of hummus. 